# 赵尔巽公馆旧址
赵尔巽公馆，是末任东三省总督，清史馆馆长，奉天讲武堂创办人赵尔巽在沈阳的官邸，也是中国唯一留存下来的赵尔巽的私宅。公馆旧址位于辽宁省沈阳市大东区万泉街1号。目前，赵尔巽公馆旧址被列为沈阳市文物保护单位进行保护。

## 历史沿革
赵尔巽公馆始建于1905年。2008年10月27日，赵尔巽公馆旧址被列为第三批沈阳市文物保护单位。目前，赵尔巽公馆由大东区区城建局管理。

## 建筑
赵尔巽公馆，建于清末年间。赵尔巽公馆原为一座典型的中式庭院，设有前门楼、东跨院、西跨院、四合院和后花园。建筑原有的东、西跨院和后花园已不复存在，现仅存中间的四合院。四合院内有一座正房、两座厢房，每座房屋都呈一明两暗式结构，房屋各有五间。公馆庭院的植被也呈东西对称形式，院落被十字形的砖铺甬道和山字形的甬道分成不同的植被区域。